# Josephus Marianus Smits
Josephus Marianus Smits (Appeltern, 23 maart 1891 – januari 1978) was een Nederlands politicus. 
Hij werd geboren als zoon van Aard Smits (1848-1916; schoolhoofd) en Maria Catharina van Bergen (1848-1929). Hij was volontair bij de gemeentesecretarie van Maasbommel, werd in 1914 de gemeentesecretaris van Horssen en enkele jaren later werd hij de eerste ambtenaar bij de gemeente Wamel. Rond 1919 maakte Smits de overstap naar de gemeente Oss waar hij als commies werkzaam voor hij in 1924 benoemd werd tot burgemeester van de gemeente Alem, Maren en Kessel. Hij werd in 1936 tevens waarnemend burgemeester van de gemeenten Lith en Lithoijen. Lithoijen ging krap drie jaar later op in de gemeente Lith waarvan hij de burgemeester werd. Van eind 1944 tot midden 1945 had Lith een waarnemend burgemeester. Smits ging in 1956 met pensioen en in 1978 overleed hij op 86-jarige leeftijd. 